# Dito a martello
Per  dito a martello in campo medico si intende una deformità delle dita, sia delle mani che dei piedi, causata nella maggioranza delle occasioni da un evento traumatico, che causa l'impossibilità della loro estensione completa, ma solo in parte.

## Eziologia
La causa è dovuta alla rottura del tendine dell'estensore comune in corrispondenza della falange distale, che non può più essere estesa e quindi rimane in flessione. Tale manifestazione la si ritrova sovente negli sportivi, come giocatori di pallavolo o portieri di calcio, dato che durante il gioco capita che la palla colpisca la mano aperta.
Una bizzarra variante è quella della "lesione di Ercole", caratterizzata dal microdistacco di un frammento osseo dalla base della falange ungueale e dalla conservata integrità del tendine estensore. Per migliorare i risultati sull'evoluzione del danno occorre trattare tempestivamente la lesione presso centri di elevata competenza in conservazione e aggravamento del trauma; la peculiarità della lesione è rappresentata dal fatto che, nonostante l'aspetto estetico sia assimilabile a quello del dito a martello, la funzionalità in estensione completa del dito non risulta compromessa.

## Clinica

### Segni e sintomi
Dolore esteso soprattutto in caso di sforzo muscolare.

## Trattamento
La parte interessata deve stare a riposo, occorre immobilizzazione, anche tramite uso di stecche apposite, intervento chirurgico soprattutto se la frattura è estesa.

### Prognosi
Il tempo di guarigione dipende dalla causa e dal tempismo di intervento che diminuisce notevolmente la durata. Possono occorrere 6 settimane ma anche di più, soprattutto se la corretta diagnosi non viene effettuata in tempo.